# Petersdorf (Turingia)
Petersdorf (Thüringen) este o comună din landul Turingia, Germania.